# Балаба Григорій Федорович
Григо́рій Фе́дорович Бала́ба (нар. 27 жовтня (9 листопада) 1911, Вовчанськ, Харківська губернія, Російська імперія — пом. 14 вересня 2003 року, Луганськ) — радянський футболіст і тренер. Майстер спорту СРСР (1941), Заслужений тренер УРСР (1962).
Найкращий довоєнний бомбардир сталінського «Стахановця».
Учасник Другої світової війни. 1943 року був важко поранений у руку, дивом вдалося уникнути ампутації.